# Kazimierz Szymeczko
Kazimierz Szymeczko (ur. 11 czerwca 1965 w Rudzie Śląskiej) – polski pisarz, twórca literatury dziecięcej i młodzieżowej, bibliotekarz i polonista. 

## Życiorys
Ukończył filologię polską na Uniwersytecie Śląskim w Katowicach. Od 1984 roku pracował jako nauczyciel języka polskiego w Rudzie Śląskiej, Skoczowie i Zabrzu. Pracował także jako bibliotekarz przez ponad 10 lat. W latach 2002–2004 był doradcą metodycznym ds. bibliotek szkolnych. Pracuje i mieszka w Rudzie Śląskiej.

## Nagrody i wyróżnienia
- Laureat międzynarodowego konkursu literackiego „Uwierz w siłę wyobraźni”[3][1]
- nominacja do nagrody Książka Roku 2011 za powieść Czworo i kości[4]
- tytuł Ambasadora Polszczyzny Literatury Dziecięcej i Młodzieżowej (2013)[5][3][2]
- nominacja do nagrody Książka Roku 2015 za powieść Tetrus[4]

## Twórczość
Debiutował w 1996 roku tekstem popularnonaukowym pt. O Wilku mowa... obronna w „Guliwerze” (nr 1/96). Publikował m.in. w „Świerszczyku”, „Nowych Książkach”, „Twoim Dziecku”.

### Publikacje
- Historia Polski w opowieściach[3] (1999)
- Pomolowana historia. Opowieści moli książkowych[3] (2004)
- Zemsta budzika. Opowiastki domowe (2005)
- Pościg za czarną Hondą  (2005)
- Fałszerze w sieci  (2006)
- Kłopoty komendanta roka (2006)
- Święty w kapeluszu (2007)
- Milion w pięć dni (2007)
- Sprawa dla rozsupływacza (2007)
- Tajemnica jednej nocy (2008)
- Czworo i kości (2011)
- Wywrotka (2012)
- Kopidoł i Kwiaciareczka (2013)
- A to Historia! (2013)
- Aby powstało przedstawienie… (2014)
- Tetrus (2015)
- Zdarzyło się w Polsce. Tom I Piastowskie orły (2016)
- Gołąbek niepokoju (2019)